# Bitconnect
Bitconnect (Symbol: BCC) ist eine Kryptowährung, die sich des Prinzips eines Schneeballsystems bediente.
Der BitConnect-Coin hatte im Januar 2018 eine Marktkapitalisierung von 2,6 Milliarden US-Dollar. Der Preis für einen BCC-Token lag zeitweise bei über 400 US-Dollar. Gemessen am Marktkapital gehörte er damit zu den 20 größten Kryptowährungen.
Auf der Plattform von Bitconnect konnte der Benutzer seine Bitcoins verleihen. Diese wurden von einem sogenannten „BitConnect-Trading-Bot“ verwaltet. Als Gegenleistung erhielten die Verleiher einen täglichen Zinssatz. Diese wurden in Form von Bruchteilen des eigenen Bitconnect-Coins ausgezahlt.
Als Zinssätze und Rückzahlungen plötzlich nicht mehr getilgt wurden und die Bitconnect-Website nicht mehr erreichbar war, verlor der Bitconnect-Coin innerhalb eines Tages um 90 Prozent an Wert. Bitconnect gilt seitdem als der bekannteste Fall eines Ponzi-Schemas in der Geschichte der Kryptowährungen.